# Trigonognathus
Trigonognathus is een monotypisch geslacht van kraakbeenvissen uit de familie van de lantaarnhaaien (Etmopteridae).

## Soort
- Trigonognathus kabeyai Mochizuki & Ohe, 1990 – Adderlantaarnhaai